# Téglák bélyegzése

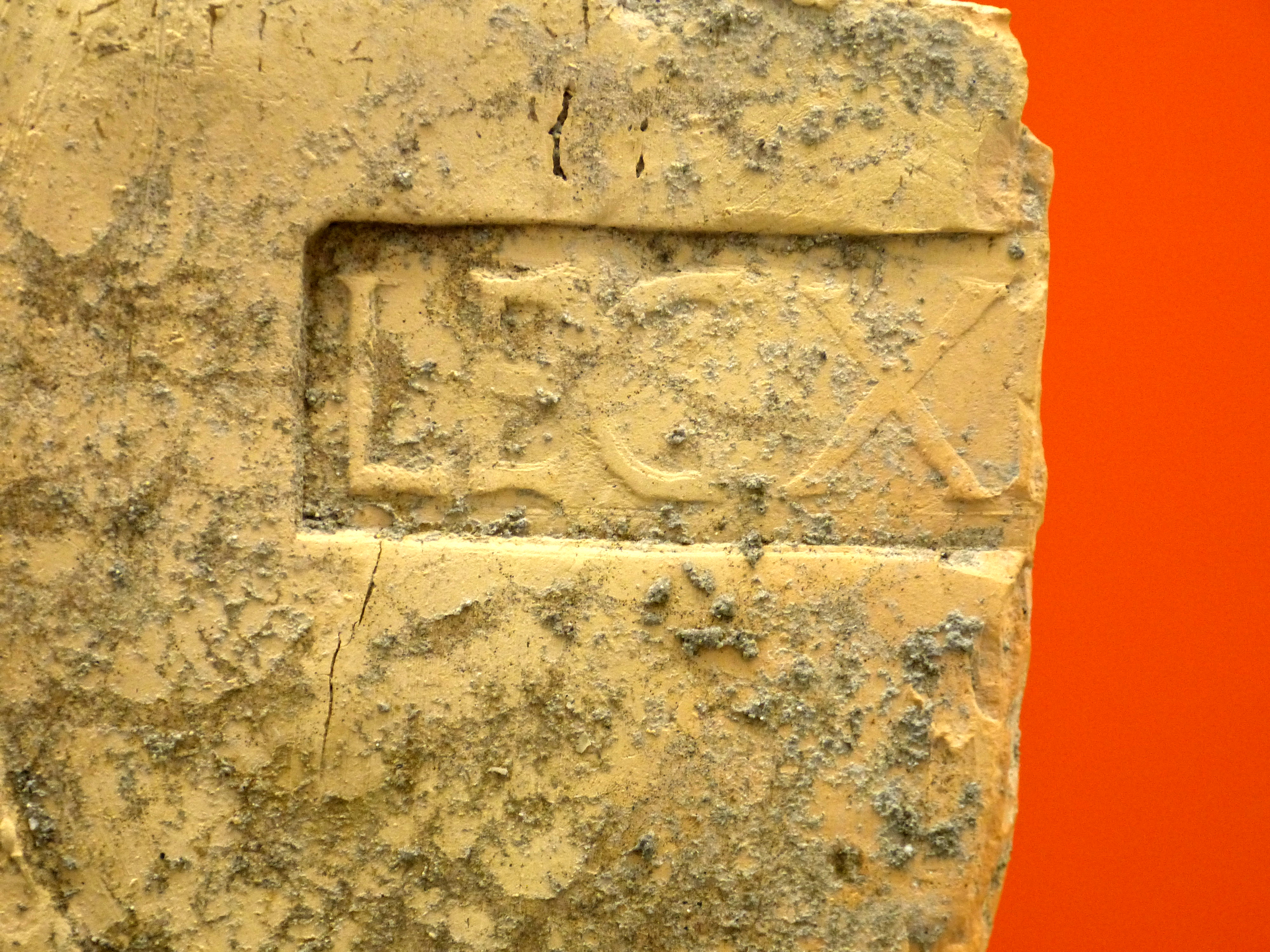
A 11. légió bélyege egy ókori római táglán

A téglák bélyegzése, a téglajel a téglák megjelölése, bélyegzése az eredet azonosítására.
Téglákat már az ókori római katonai csapatok is készítettek, és nevük többnyire rövidítve szerepelt a téglákon. A 17. század második felétől kezdték hazánkban újra jelölni a téglákat pl. Győr várkapitányai. A 19. század második felétől kezdték használni a gyárosok a téglajelet, általában monogramjukat nyomták rá a téglákra. Abban az időben még nem minden téglára tettek téglajelet, csak minden századik, ötszázadik, ezredikre, hogy megkönnyítsék az elszámolást.
Az Osztrák–Magyar Monarchia idején nagyon sok bélyeges téglát égettek Budapest, Bécs, Pozsony, Győr, Nagyszombat, Pápa környékén, szinte az egész Dunántúlon, Burgenlandban, a Csallóközben és a Duna–Tisza közében. Ebből a „centrumból” a Monarchia szélei felé haladva már lényegesen kevesebbet, vagy egyáltalán nem is találni bélyeges téglát. A Felvidéken és a Tiszántúlon már alig van. Erdélyben inkább csak egyedileg jelölt téglák a jellemzőek, például Bethlen István erdélyi fejedelem téglái, vagy a híres székelyderzsi rovásírásos téglák. Az Őrség nagy részében sem találni bélyeges téglát. Németországban sem volt „divat” a vetőforma megjelölése, ott inkább csak a pecsételés-billogozás módszerét alkalmazták. A Monarchiába telepített németek – hasonlóan a székelyekhez – magukkal vitték a szokásaikat, hagyományaikat, ennek megfelelően ezeken a településeken is kevés a bélyeges tégla. A Délvidéken a Dráva melléken, Bácskában, Baranyában sokféle téglabélyeg ismert, de a Magyar tengermelléken már nem.
Mária Terézia a Budai Várnegyedbeli építkezésekhez engedélyezte a monogramja használatát a téglákon. Ez egyedi eset volt, mert az ő kezdőbetűivel Bécsben nem készült tégla.

## Jelölések
Egyes becslések szerint Magyarországon több mint 35 000 féleképpen jelölték téglákat. A téglajel lehet évszám, monogram, vagy a kettő együtt.
| Rövidítés         | Gyár                                 | Település                                    |
| ----------------- | ------------------------------------ | -------------------------------------------- |
| arab számosak     | Császári és Királyi Téglavető        | Budapest, Vizafogó                           |
| ECT               | Első Ceglédi Téglagyár               | Cegléd                                       |
| ETG               | Egyesült Tégla és Cementipari RT,    | Budapest                                     |
| Hg                | Hungária Gőztéglagyár                | Budapest, Gyömrői u.                         |
| HK                | Humayer Károly                       | Budapest                                     |
| HV                | Hőgyész Város Téglagyára             | Hőgyész                                      |
| IHF               | Hirmann (Hirschmann?) István         | Vác                                          |
| Istv              | István (Szent István) Téglagyár      | Pilismarót, Basaharc illetve Pestszentlőrinc |
| JK                | Jakob Kunwald                        | Budapest,                                    |
| JL                | Johann Lechner (Lechner János)       | Budapest, Kőbánya                            |
| KA                | Klemm Antal                          | Budapest, II kerület (Mechwart térnél)       |
| LP (összevont)    | Luczenbacher Pál                     | Szobon és Pesten is volt gyára               |
| LT (címerpjzsban) | Lónyay Téglagyár                     | Pestszentlőrinc                              |
| M                 | Martin birtok téglagyára             | Tengelic, Tolna vármegye                     |
| OB                | Óbudai Téglagyár                     | Budapest, Óbuda                              |
| OR Vácz           | Oberlander és Reiser                 | Vác                                          |
| P_TSZ             | Petőfi Termelőszövetkezet téglagyára | Orosháza                                     |
| RS                | Rosenthal                            | Mohács                                       |
| Tata              | Gansz Téglagyár                      | Tata                                         |
| UTG               | Újlaki Tégla és Mészégető RT,        | Budapest                                     |
| Viktória          | Schwarcz (később Surányi) József     | Budapest, Bécsi u. (1890-es évek)            |
| ZA                | Zirci Apátság téglaégetője           | Zirc                                         |

## Téglamúzeumok és -gyűjtemények

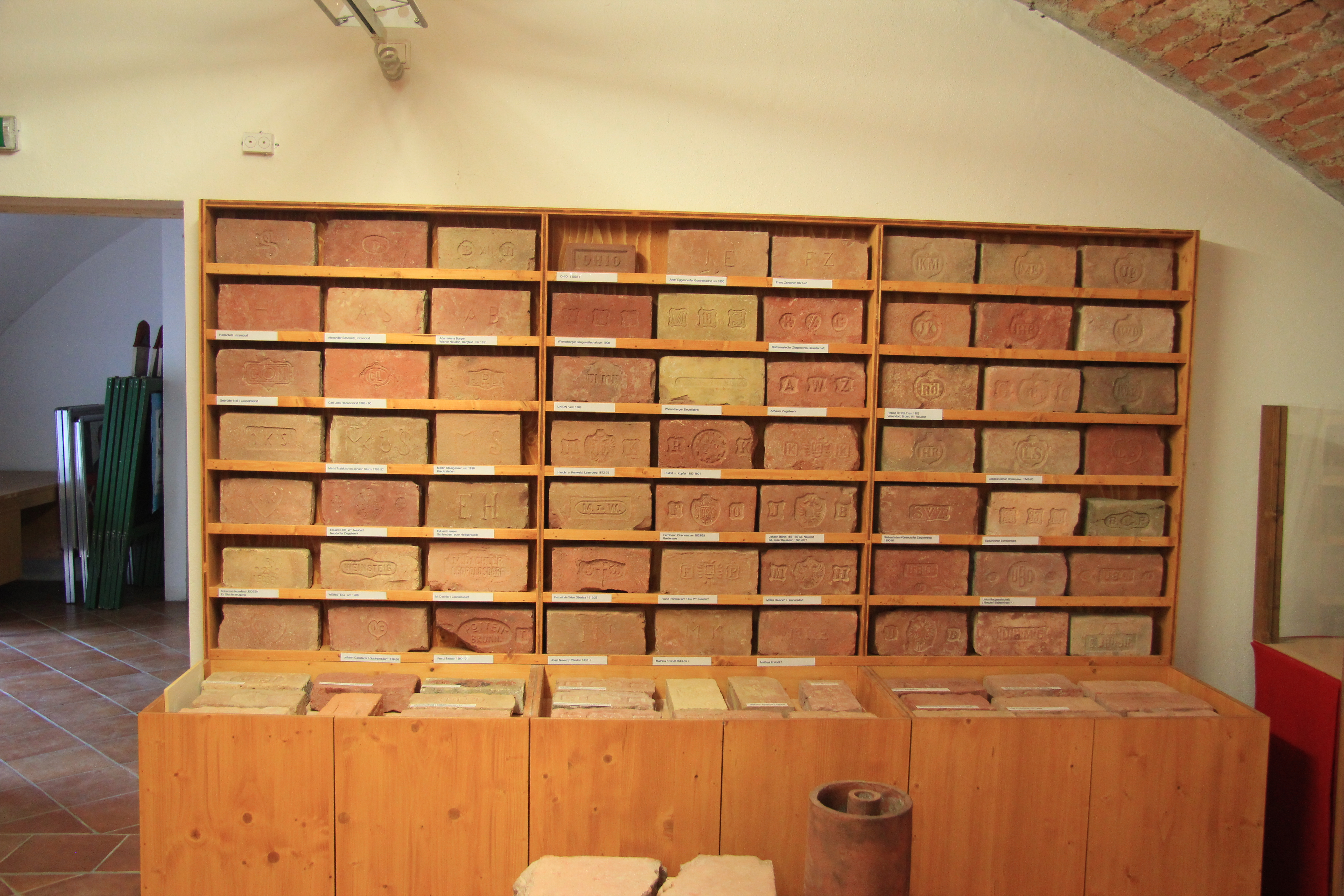
Bélyeges téglák vitrinje Vösendorfban a Vármúzeumban

- Aquincumi Múzeum Tegularium – állandó kiállítás[2]
- Érdikum Téglárium, Bélyeges tégla és kúpcserép múzeum, 2800 kiállított tégla, a helyi értéktár része. https://erdikum-teglarium.business.site/ Archiválva 2021. május 18-i dátummal a Wayback Machine-ben
- Veszprémi Téglamúzeum: A Tegularium, ami a helyi értéktár része, a veszprémi Várban található (Vár utca 29. Dubniczay-palota). Az állandó kiállítás hétfő és kedd kivételével minden nap látogatható nyitvatartási időben. Európa egyik legnagyobb téglatörténeti gyűjteménye az ókortól a XX. század második feléig mutatja be a kárpát-medencei téglakészítés múltját.[3]
- Szanyi Téglamúzeum[4]
- Balatonboglár és Ordacsehi között: Bugaszegi Téglagaléria és Történelmi Emlékpark.[5]
- A Monarchia Bélyegestégla-gyűjtők Egyesület göllei kiállítása Őri Nándor 2009-ben hozta létre bélyegestégla-gyűjteményét, amely mintegy 500 darabból áll. 2016-ban felvették a somogyi értéktárba is.[6]
- Monarchia Bélyegestégla-gyűjtők Egyesülete: https://mbtgye.hu/
- Monarchia Bélyegestégla-gyűjtők Egyesület online katalógusa (Falazó téglák, Burkoló téglák, Vetőládák, Cserepek, Beépítési példák, Kiállítások, múzeumok, Történetek, Leírások gyűjteménye): https://mbtgye.hu/katalogus/ Több mint 10 000 tégla egy helyen.
- Monarchia Bélyegestégla-gyűjtők Egyesület kiadványai: https://mbtgye.hu/egyesulet/kiadvanyok